# Sobral (Mortágua)
Sobral ist eine Gemeinde (Freguesia) im portugiesischen Kreis Mortágua. In ihr leben 2189 Einwohner (Stand 19. April 2021).